# Raoul De Keyser
Raoul De Keyser (29 de agosto de 1930-6 de octubre de 2012) fue un pintor belga que vivió y trabajó en Deinze, Bélgica.

## Primeros años y educación
De Keyser nació en Deinze el 29 de agosto de 1930 y vivió allí toda su vida. Su padre era carpintero. Comenzó a pintar solo cuando era un adolescente, pero pronto comenzó a escribir para diarios, comentando eclécticamente sobre el deporte y el arte. Asistió a la Academia de Bellas Artes en Deinze con el pintor Roger Raveel de 1963 a 1964. Mientras estaba en la escuela, De Keyser se unió a New Vision, un movimiento flamenco dirigido por Raveel con el objetivo declarado de "revalorizar la realidad cotidiana". Su esposa, Dina Baudoncq, con quien se casó en 1952, murió en 1984.

## Obra
De Keyser creó pinturas abstractas y obras en papel. Cambió de acrílico a pintura al óleo a mediados de la década de 1970. Sus pinturas maduras a menudo consisten en unas pocas manchas de pintura dispuestas sobre un campo monocromático. Las pinturas están en capas o lavadas con tonos apagados y presentan formas orgánicas primarias, cuadrículas, líneas y trazos. Muchas de las imágenes se basan en pequeños recortes de cartón que se reorganizan continuamente.

## Exhibiciones
De Keyser ha sido objeto de exposiciones individuales en Berna y Frankfurt (1991), y exposiciones regulares en Amberes, Berlín, Munich, Nueva York, Viena y otros lugares. Durante gran parte de su carrera expuso principalmente en Bélgica y los Países Bajos, logrando reconocimiento internacional solo después de que su trabajo fuera incluido en documenta en 1992.

## Mercado del arte
De Keyser estuvo representado por Zeno X Gallery, Amberes, Galerie Barbara Weiss, Berlín y David Zwirner, Nueva York (desde 1999).